# Площадь Независимости (Минск)
Пло́щадь Незави́симости (бел. Плошча Незалежнасці; до 1991 года — Площадь В. И. Ленина) — центральная и крупнейшая площадь города Минска, построенная в 1933 году по проекту советского архитектора И. Г. Лангбарда.
На площади расположены здания Дома правительства Республики Беларусь, Мингорисполкома, Белорусского государственного университета, Белорусского государственного педагогического университета, гостиницы «Минск», Главпочтамта, Управления метрополитена, а также Красный костёл и памятник В. И. Ленину.
В подземной части площади размещены трёхэтажный торговый центр «Столица» и четырёхэтажная стоянка на 500 мест.
На площади располагается выход станции метро «Площадь Ленина».

## История
Площадь начала застраиваться в начале 1930-х годов по проекту советского архитектора И. Г. Лангбарда как главная площадь столицы Белорусской ССР и первоначально носила имя В. И. Ленина.
На площади, перед строящимся зданием Дома правительства Белорусской ССР, по предложению И. Г. Лангбарда, 7 ноября 1933 года был установлен памятник В. И. Ленину (скульптор — М. Г. Манизер). Основой памятника послужило реальное событие 5 мая 1920 года — выступление В. И. Ленина в Москве во время проводов частей Рабоче-крестьянской Красной армии (РККА) на польский фронт.
С 1934 года на площади проводились парады Красной армии. Однако, в то время площадь ещё не имела привычного ныне открытого прямоугольного пространства. Парады проводились на центральной улице Советской, а на противоположной стороне от Дома правительства располагались двух- и трёхэтажные жилые дома, снесённые уже в начале 1960-х годов. Также ближе к нынешнему главному корпусу Белорусского государственного педагогического университета имени Максима Танка располагался четырёхэтажный дом, построенный в стиле модерн в начале XX века. Это был один из доходных домов Костровицкой, а в советское время дом металлистов. Из дореволюционных построек на площади он сохранялся дольше остальных, пока не был снесён в самом конце 1960-х.
В 1935 году строительство здания Дома правительства БССР было закончено.
В июле 1941 года, во время оккупации Минска войсками Третьего рейха и его союзников, памятник В. И. Ленину был уничтожен. После освобождения города от немецко-фашистских захватчиков 3 июля 1944 года правительство БССР приняло решение о восстановлении возле Дома правительства памятника В. И. Ленину. По сохранившимся в мастерской скульптора Матвея Манизера моделям в апреле 1945 года монумент был заново отлит на ленинградском заводе «Монументскульптура» и к празднику 1 мая 1945 года был установлен на прежнем месте.
Дом правительства БССР и Красный костёл оказались среди немногих зданий Минска довоенной постройки, не разрушенных во время Великой Отечественной войны.
После войны площадь Ленина застраивалась по новому генеральному плану Минска. От неё начиналась главная улица столицы — проспект Сталина (позже Ленинский, Франциска Скорины, ныне проспект Независимости). При этом функции главной площади столицы перешли к Центральной площади, на ней с 1950-х годов проходили парады и демонстрации. В 1960-х годах площадь Ленина стала представлять собой прямоугольник размерами 450×160 м, вокруг площади было организовано круговое движение автотранспорта. На площади располагались автостоянка и сквер. С 1980 года, с началом строительства на Октябрьской площади станции метро и Дворца Республики, площадь Ленина снова стала местом проведения демонстраций.
В 1991 году площадь стала называться площадью Независимости.
В 2002—2006 годах площадь была реконструирована. Движение автотранспорта было спрямлено, под землей были построены торговый центр «Столица» и стоянка. Надземная часть площади стала зоной отдыха со светомузыкальным фонтаном.
19 декабря 2010 года на площади Независимости прошла массовая акция протеста против результатов президентских выборов 2010 года. В результате акция была разогнана милицией и частями внутренних войск.
В 2020 году на площади неоднократно проходили акции протеста против результатов президентских выборов 2020 года.